# Delosperma harazianum
Delosperma harazianum là một loài thực vật có hoa trong họ Phiên hạnh. Loài này được (Deflers) Poppend. & Ihlenf. mô tả khoa học đầu tiên năm 1978.